# Velenice (district de Nymburk)
Pour les articles homonymes, voir Velenice.
Velenice (en allemand : Wellenitz) est une commune du district de Nymburk, dans la région de Bohême-Centrale, en République tchèque. Sa population s'élevait à 209 habitants en 2020.

## Géographie
Velenice se trouve à 5 km au nord-ouest de Městec Králové, à 13,5 km au nord-est de Nymburk et à 59 km au nord-est de Prague.
La commune est limitée par Činěves au nord, par Městec Králové à l'est, par Podmoky et Senice au sud, et par Úmyslovice à l'ouest.

## Histoire
La première mention écrite de la localité date de 1305.

## Transports
Par la route, Velenice se trouve à 6,5 km de Městec Králové, à 18 km de Nymburk et à 69 km de Prague.